# Chaibate
Chaibate (franska: Chaibate (CR), Chaibate (Commune Rurale), arabiska: بولعوان) är en kommun i Marocko.   Den ligger i provinsen El Jadida och regionen Casablanca-Settat, i den norra delen av landet, 180 km sydväst om huvudstaden Rabat. Antalet invånare är 9 590.